# إيميل ماسكري
إيميل ماسكري (بالفرنسية: Émile Masqueray)‏ (1843 - 1894 م) هو مستشرق فرنسي عني بالدراسات الاجتماعية لقبائل البربر في الجزائر.
من آثاره كتاب بعنوان: «تكوين المدن عند السكان المقيمين في الجزائر» وتحقيق «تاريخ أبي زكريا» والذي نشر في الجزائر، سنة 1878 م تحت عنوان Chronique d΄Abou Zakaria.